# Lanréotide
Les lanréotides (commercialisé sous le nom de Somatuline) sont des cyclopeptides  surtout connues comme médicament notamment utilisé contre l'acromégalie,,, (pour leur capacité à bloquer l'hypersécrétion d'hormone de croissance) et contre certains symptômes induits par des tumeurs neuroendocriniennes, et notamment le syndrome carcinoïde.
Il s'agit d'un analogue hormonal de la somatostatine (comme l'octréotide). La somatostatine est efficace, mais demande une prise continue car se dégradant dans l'organisme, alors que les lanréotides sont dites à action prolongée, c'est-à-dire qui persiste plus longtemps dans l'organisme que l'hormone naturelle dont il imite le comportement. Ce médicament est considéré comme ayant amélioré le traitement de l'acromégalie.
On a récemment montré que cette protéine, et des protéines dérivées de cette molécule, pourrait être utilisée pour créer des nanotubes (de silice notamment).

## Médicament
- Numéro CAS : 108736-35-2 ;
- n° PubChem : 71349 ;
- masse molaire : 1096.33 g/mol et 1156.380 g/mol sous forme d'acétate.

Cette molécule est notamment vendue sous forme d'acétate de lanréotide. 
Elle est synthétisée par le groupe pharmaceutique Ipsen et vendue sous le nom commercial Somatuline dans plusieurs pays (dont Australie, Canada Royaume-Uni et aux États-Unis où elle a été approuvée pour la vente par la Food and Drug Administration (FDA) le 30 août 2007. La société CIPLA a développé un injecteur de lanréotide, approuvé par la FDA aux Etats-Unis en décembre 2021.
Ce produit pourrait avoir des vertus antiprolifératives dans le traitement de certaines tumeurs. 
À titre indicatif (en raison d'un nombre relativement faible de cas), une étude prospective randomisée multicentrique publiée en 2003 a comparé 25 patients traités par lanréotide, 27 autres traités avec l'interféron alfa, et 28 autres traités par l'association de ces deux molécules. Elle a mis en évidence 4 rémissions tumorales partielles (un patient traité au lanréotide seul, un autre ayant reçu l'interféron alfa, et deux patients qui ont reçu la combinaison). Durant les 12 mois de traitement, une stabilisation de l'état de la maladie a été observée chez 19 patients (sept ayant reçu le lanréotide, 7 ayant reçu l'interféron alfa, et 5 ayant reçu la combinaison de ces deux produits) alors que la tumeur avait progressé chez 14 des 25 patients traités au lanréotide, chez 15 des 27 patients traités à l'interféron alfa, et 14 des 28 patients (traités par combinaison des deux). Les effets secondaires conduisant à l'interruption du traitement étaient plus fréquents au sein du groupe recevant l'association que dans les bras de monothérapie. Des analogues de la somatostatine, tout comme l'interféron alfa ou la combinaison des deux semblent donc avoir des effets antiprolifératifs comparables dans le traitement des tumeurs métastatiques gastro-entéro-pancréatiques neuroendocriniens. Les taux de réponse étaient plus faibles que par rapport à d'autres publiés dans des études antérieures (non randomisées).

### Pharmacologie
Les lanréotides sont des analogues synthétiques des somatostatines naturelles. En tant que telles, elles interagissent avec le système hormonal animal ou humain, en bloquant la libération de plusieurs autres hormones, notamment :
- l'hormone de croissance[15] ;
- l'hormone stimulant la thyroïde (TSH)[15] ;
- des hormones sécrétées par le système endocrinien gastro-intestinal lié à la vésicule biliaire, au pancréas : 
  - l'insuline[15] ,
  - le glucagon[15].

Les lanréotides se fixent sur les mêmes récepteurs que la somatostatine, avec une activité similaire mais avec une affinité plus nette pour les récepteurs périphériques.  Elles présentent cependant une différence importante avec les somatostatines naturelles : ces dernières sont rapidement dégradées dans l'organisme (en quelques minutes) alors que les lanréotides ont une demi-vie beaucoup plus longue, qui explique leur effet prolongé.

### Efficacité
Elle ne semble pas avoir été totalement étudiée. Les résultats diffèrent fortement selon les essais et les formulations[réf. nécessaire]. 
Dans certains cas, un traitement sans efficacité même après une chirurgie hypophysaire et une radiothérapie contre l'acromégalie semble pouvoir être amélioré par une faible dose de pegvisomant (antagoniste du récepteur de la GH), avec amélioration physique (amélioration du champ visuel, fin des céphalées et de l’hypersudation), amélioration biologique (normalisation de la concentration plasmatique d’IGF-I) et morphologique (réduction importante du volume tumoral).

### Indications
Cette molécules est utilisée : 
- contre l'acromégalie, maladie qui peut être due à la fois à des tumeurs du système pituitaire et non pituitaire de sécrétion de l'hormone de croissance. C'est un traitement alternatif à la chirurgie pituitaire ou à la radiothérapie chez les patients atteints d'acromégalie, et notamment pour certains cas d'acromégalie qui dans les années 1980 semblaient résister aux traitements médicamenteux[17] ;
- pour la gestion de certains symptômes (diarrhée, flushs) induits par des tumeurs neuroendocriniennes (en particulier tumeurs carcinoïdes et syndrome de Verner Morrison (ou « VIPomas ») ou par des tumeurs endocriniennes du système digestif[18].

Aux États-Unis et au Canada, les lanréotides ne sont autorisées que pour le traitement de l'acromégalie. 
Au Royaume-Uni, ils sont aussi autorisés pour le traitement de l'adénome thyrotrophique, une tumeur rare de la glande pituitaire qui sécrète la TSH.
Indications potentielles : certaines études laissent penser que les lanréotides ont aussi une activité contre des tumeurs non endocriniennes, et parmi d'autres analogues des somatostatines, elles sont étudiées comme de possibles antitumoraux généralistes,.

### Effets secondaires
Ce médicament est réputé sûr et relativement bien toléré, mais comme de nombreux substituts hormonaux, il a des effets indésirables sur l'organisme : les principaux effets secondaires d'un traitement par lanréotide sont une douleur faible à modérée sur le site d'injection, et des troubles gastro-intestinaux (diarrhée, nausées et vomissements). Ces pseudo-hormones interagissent avec le système digestif.
Des cas isolés de formation de calculs biliaires ont été associés à l'utilisation de lanréotides, en particulier sur une longue durée,,,.
Les effets secondaires sont aggravés en cas de traitement conjoint avec l'interféron.

### Formulations
Les lanréotides sont disponibles en tant que médicament sous deux formulations : 
- une formulation à libération prolongée (vendu sous le nom commercial Somatuline LA), qui est injecté en voie intramusculaire tous les 10 à 14 jours[25] ;
- une formulation à libération prolongée (Somatuline Autogel au Royaume-Uni, ou Somatuline Depot aux États-Unis), administré en voie sous-cutanée une fois par mois[29].

## Utilisation pour le radiomarquage
Dans le domaine de la médecine nucléaire, le fait qu'une grande majorité des tumeurs humaines présentent une forte expression des récepteurs de la somatostatine (SSTR), a incité à utiliser des analogues peptidiques radiomarqués comme traceurs tumoraux. Les tumeurs neuroendocriniennes humaines surexpriment fréquemment le récepteur à l'hormone SSTR2, alors que les adénocarcinomes intestinaux expriment fréquemment hSSTR3 hSSTR4, ou les deux de ces hSSTRs .

## Propriétés d'autoassemblage et synthèse de natotubes
On a montré en 2003 que les lanréotides sont dans certaines circonstances capables de s'autoassembler en nanotubes de diamètres similaires (24,4 nm de diamètre ; taille d'une capside virale). 
Plus récemment (2011), une équipe composée de chercheurs du CEA/iBiTec-S, du CNRS et du laboratoire pharmaceutique Ipsen a montré qu'en modifiant l'un des huit acides aminés qui constituent ces cyclopeptides (et qui en font des octapeptides), il est possible de modifier ce diamètre. 
Après caractérisation au microscope électronique et diffusion de rayons X au synchrotron soleil, ces nanotubes ont été utilisés pour créer divers nanotubes de silice (de 10 nanomètres (nm) à 36 nm de diamètre), ce qui pourrait permettre de créer de nouveaux modèles de fibres optiques ou des matériaux de nanofiltration.